# السلم (جبلة)

تعديل مصدري - تعديل

السلم محلة تابعة لقرية الطهابي، التابعة لعزلة المكتب بمديرية جبلة إحدى مديريات محافظة إب في الجمهورية اليمنية، بلغ تعداد سكانها 267 حسب تعداد اليمن لعام 2004.